# Фултън (окръг, Кентъки)
Окръг Фултън (на английски: Fulton County) е окръг в щата Кентъки, Съединени американски щати. Площта му е 598 km², а населението - 7752 души (2000). Административен център е град Хикмън.